# Kamencové jezero
Kamencové jezero (německy původně Alaun Teich, později Hüttensee nebo Alaunsee, obojí odvozeno z osady Alaunhütte) je jezero v Ústeckém kraji v České republice. Jako přírodní útvar je jedinečné a i ve světovém měřítku ojedinělé. Nachází se v nadmořské výšce 337 metrů na severovýchodním okraji Chomutova. Je široké 240 m a dlouhé 676 m. Zaujímá rozlohu 15,98 hektarů, maximální hloubka jsou čtyři metry a objem 322 958 m³.

## Několik tvrzení o vzniku jezera
- jezero vzniklo vyhořením uhelné sloje; tuto teorii obhajoval profesor Dominik Thiel[3][4]
- jezero vzniklo již před těžbou kamencových břidlic; po dobu těžby se jeho hladina uměle snižovala odvodňovací štolou vybudovanou v letech 1654 - 1658 a po skončení odvádění vody se jezero obnovilo[3][5]
- jezero mohlo existovat již od starověku, jak je zmíněno v dokumentu z roku 1466.[2][6] Stará chomutovská kniha zmiňuje „mrtvý rybník". Jeho poloha ale nemusela být totožná s dnešním kamencovým jezerem, jak naznačuje zmínka z roku 1473.[7]
- jezero vzniklo v letech 1813–1815; po propadu stropů v roce 1827 získalo jezero dnešní velikost.[3] První zmínka o něm pochází z roku 1818.[8]
- jezero vzniklo někdy koncem 18. století zatopením prostoru po těžbě kamencových břidlic z let 1558–1785, která se od počátku potýkala s přítoky podzemní vody.[9]
- jezero vzniklo přirozenou cestou, jeho velikost je však ovlivněna činností člověka;[10] jedná se tedy částečně o  antropogenní jezero.[8]

## Hydrologický režim

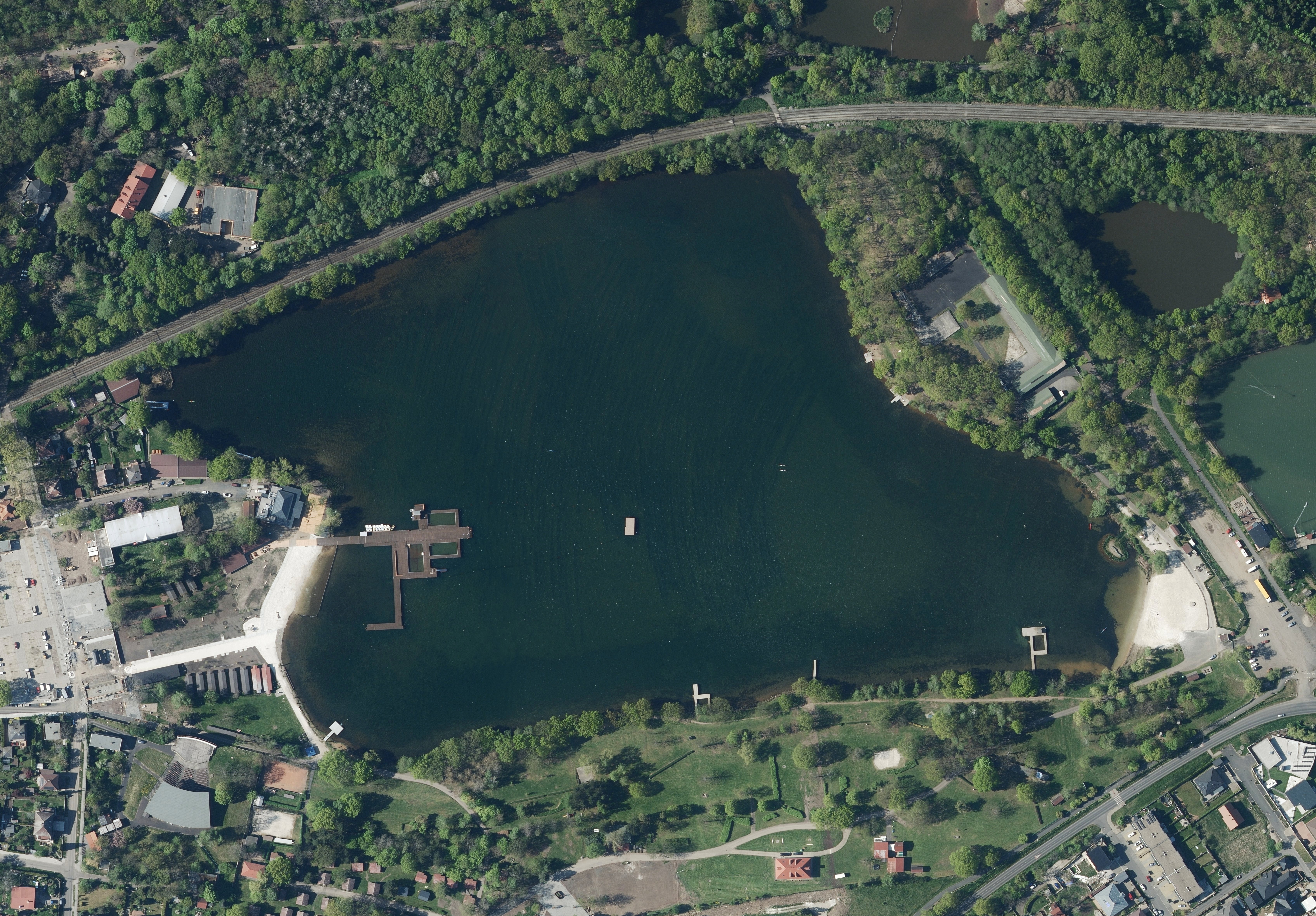
Letecký snímek (2023)

V suchých letech, jako například v letech 1832 a 1864, hladina jezera znatelně klesla. Dramatický pokles byl zaznamenán v roce 1865, když vystoupily stovky pařezů dubů pokácených v roce 1817 a plocha jezera se zmenšila na polovinu. Pokles byl vysvětlován jako důsledek čerpání důlních vod v okolních uhelných dolech nebo únikem vody přes starou štolu.
Zima 1867/1868 byla v Krušných horách bohatá na srážky a jezero se vrátilo k původní velikosti.
Dno bylo poškozeno během čištění jezera sacím bagrem v roce 1993, které znemožnilo dataci vzniku pomocí palynologie. Byly také zahlazeny sedimentační trychtýře, které poukazovaly na existenci vývěrů podzemní vody. Jejich výskyt je však vzhledem k obnovování chemismu vody pravděpodobný. Hydrologický režim není objasněn. Jezero nemá žádný přítok a největší rozdíl kolísání hladin byl zaznamenán šestnáct centimetrů.[zdroj⁠?!] Na srážky jezerní hladina reaguje někdy téměř okamžitě, jindy zůstává beze změny.[zdroj⁠?!]

## Vlastnosti vody

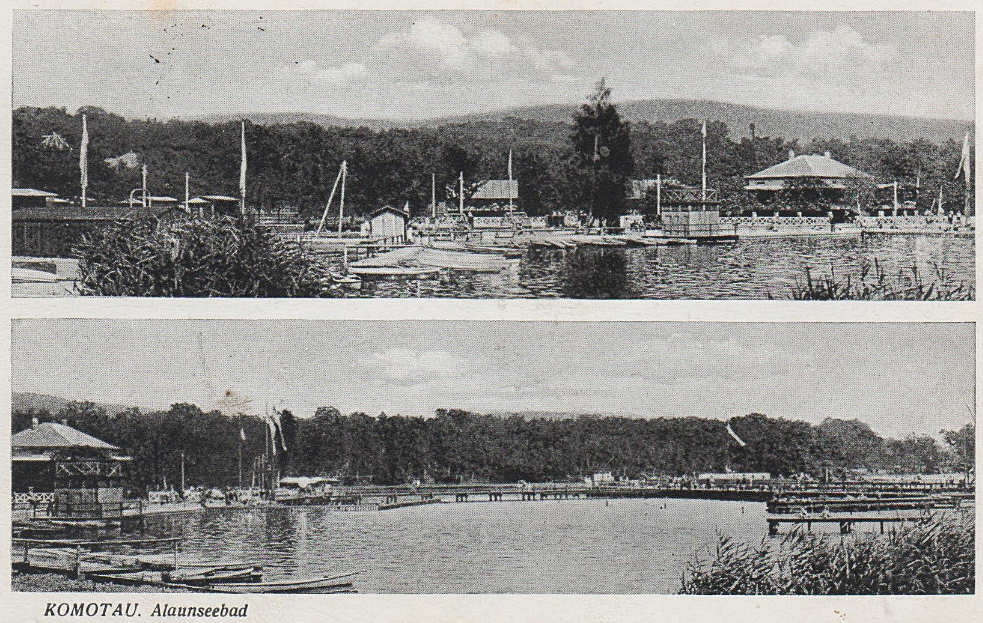
Jezero na počátku 30. let 20. století

Existence kamencové vody zřejmě souvisí s výskytem uhelné sloje s vysokým obsahem pyritu severně od jezera. Zvětráváním pyritu se uvolňuje kyselina sírová, která rozpouští jíly za vzniku iontů (např. Na+ a K+). Z nich nezávisle vzniká síran hlinitý a síran draselný a teprve jejich smícháním vznikne kamencová voda.
Voda v jezeře obsahuje disociovaný kamenec. V závislosti na ročním období a intenzitě srážek voda obsahuje ve zvýšeném množství sírany (400 mg/l), chloridy (40 mg/l), železo (5 mg/l) a hliník (1 mg/l). Příležitostně se zvyšuje množství amoniaku. Průměrná hodnota pH se pohybuje okolo 3.
Rozpuštěné látky a kyselost vody omezují výskyt organismů, a proto se jezero někdy označuje jako Mrtvé moře. Přestože se v jezeře nevyskytují ryby ani jiné vyšší organismy, bylo v něm odchyceno asi třicet druhů vodních mikroorganismů a zástupců hmyzu. V jednom mililitru jezerní vody žijí desítky až stovky jedinců (v běžné vodě až stovky tisíc jedinců). Nejčastěji se vyskytují rody Ochromonas, Eunotia, Nitzschia a Chlamydomonas.

## Využití

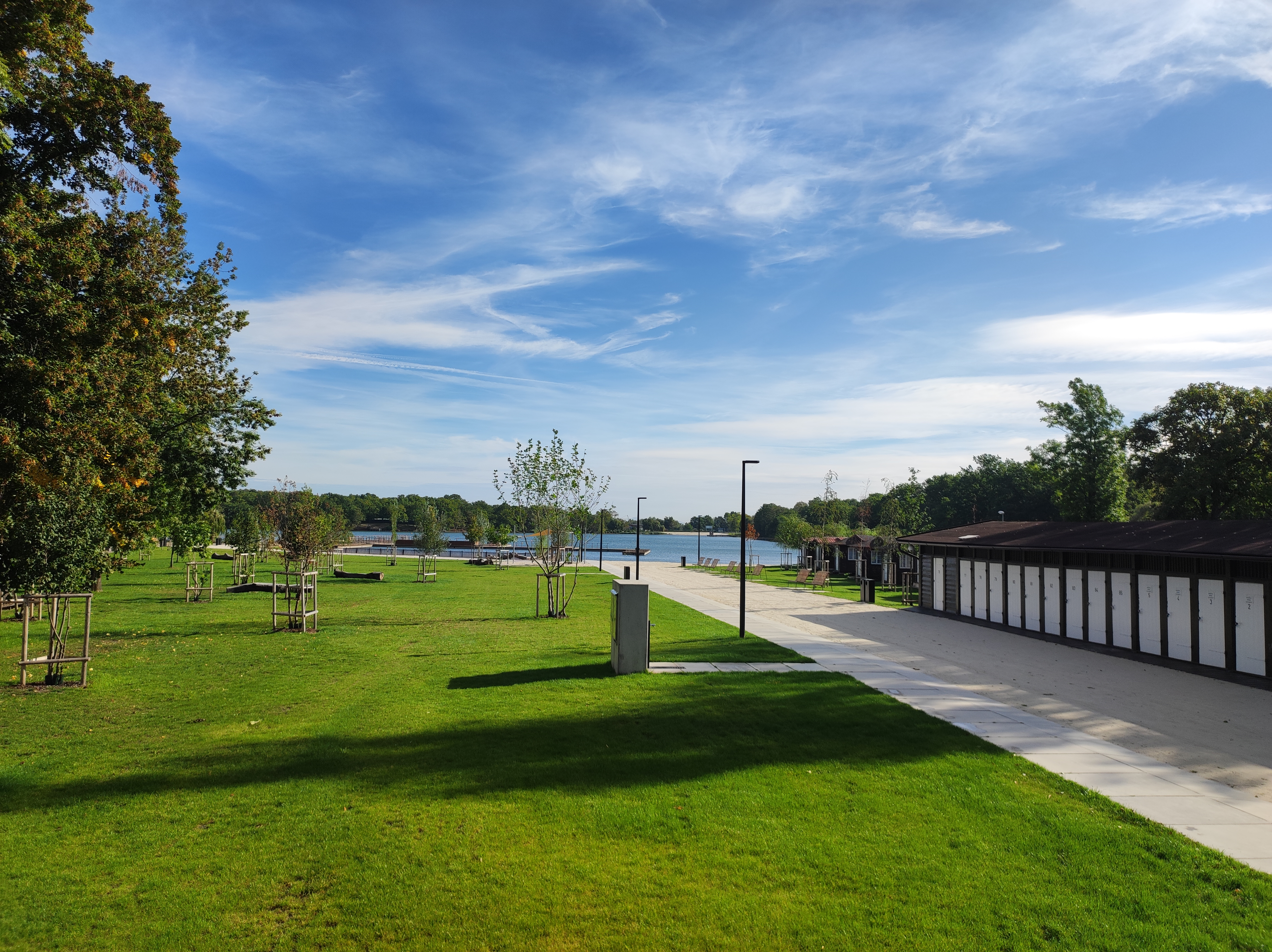
Vstup k jezeru

V areálu Kamencového jezera se nachází Autokemp Kamencové jezero, restaurace Kamenčák a Dřevák. Vstup do vody mimo pláž usnadňuje několik menších a jedno velké molo s bazény a skluzavkou. Návštěvníci si mohou půjčit loďky, šlapadla a paddleboardy. Samostatný vstup do areálu má loděnice kanoistického oddílu. Vyhláška ministerstva lesního a vodního hospodářství 82/1976 Sb. o úpravě používání povrchových vod k plavbě motorovými plavidly zařadila Kamencové jezero mezi vodní plochy, na kterých se zakazuje plavba motorových plavidel.
Lázně Kamencová huť, vystavěné v těsné blízkosti jezera, léčily katary horních cest dýchacích, ženské nemoci, dnu, anemii, revmatismus, nemoci ledvin a akné.  Původní lázeňská budova, budovaná rozhodnutím z 22. října 1901, dnes slouží jako administrativní centrum Zooparku Chomutov.
Na břehu jezera je travnatá a písčitá pláž. Koupaliště je v provozu od 1. května do 1. října.
Pokusnými vrty bylo zjištěno, že v hloubce 77 metrů je ložisko hnědého uhlí.

## Kamencové jezero v umění

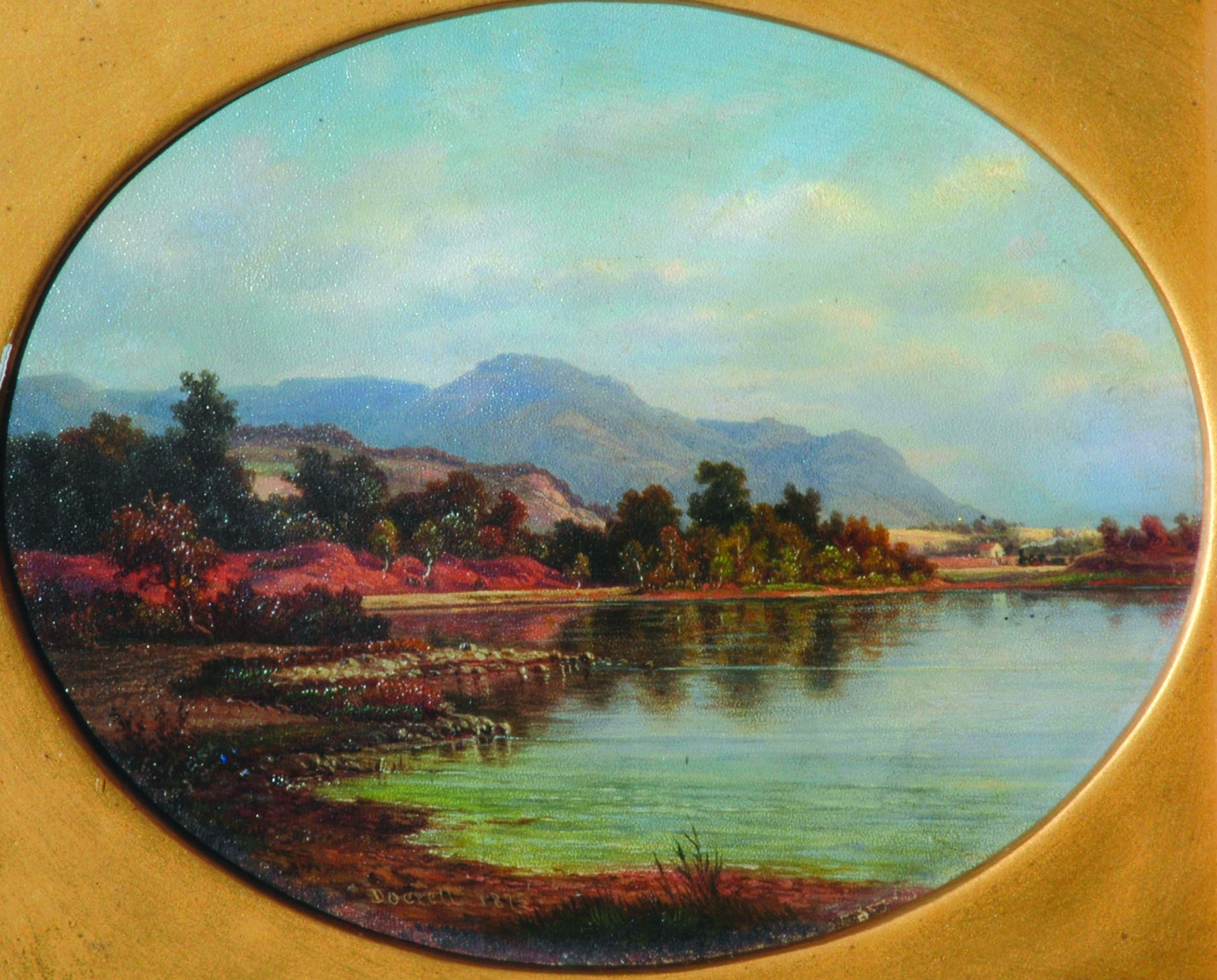
Doerellův obraz jezera (1875)

Muzeum města Ústí nad Labem má ve sbírkách obraz Ernsta Gustava Doerella „Kamencové jezero u Chomutova".

## Jedinečnost?
Další kamencové jezero se údajně nachází v Kalifornii, ovšem je již vyschlé.